# Radio Varaždin
Radio Varaždin je bivša županijska radijska postaja, te je bio jedna od najstarijih radijska postaja u Hrvatskoj. 
Preko 5 frekvencija i Live streamingom Radio Varaždin je u 24 satnom programu emitirao informativni, informativno-dokumentarni, zabavni, glazbeni, dramski, ekonomsko-propagandni program i program pod pokroviteljstvom. Osim toga, Radio Varaždin je ostvarivao informativnu, obrazovnu i kulturnu funkciju u promicanju ukupnih gospodarskih i kulturnih mogućnosti i vrijednosti u sjeverozapadnom dijelu Hrvatske, uključujući i promidžbene aktivnosti gospodarstva u profiliranju hrvatskog tržišta.

## Povijest
Radio Varaždin je počeo s radom 10. srpnja 1945. godine od strane radioamatera i entuzijasta radio tehnike a kao službeni početak rada se vodi 27. srpnja 1945. godine. 
Prerad Barbot (1917. – 1989.) zagrebački student i radio amater je pojedinac koji je najviše pridonio osnivanju radio Varaždina.

Nakon što je 12. travnja 2019. godine otvoren stečajni postupak a zadnje emitiranje najavljeno za 2. svibnja 2019. godine radio je prestao s radom.

Radio Varaždin je prestao s radom netom prije 74 obljetnice djelovanja koja je trebala biti 10. srpnja 2019. godine.

## Poznati novinari
- Antun Golob (1919. – 1995.) - nogometaš, TV i radijski voditelj

## Vanjske poveznice
Radio Varaždin web  Arhivirana inačica izvorne stranice od 14. siječnja 2019. (Wayback Machine)